# Netonice
Netonice jsou malá vesnice, část obce Bílsko v okrese Strakonice v Jihočeském kraji. Nachází se asi tři kilometry severozápadně od Bílska. Je zde evidováno 25 adres. V roce 2011 zde trvale žilo 48 obyvatel.
Netonice jsou také název katastrálního území o rozloze 3,45 km².

## Historie
První písemná zmínka o vesnici pochází z roku 1334.

## Obyvatelstvo
| Rok            | 1869 | 1880 | 1890 | 1900 | 1910 | 1921 | 1930 | 1950 | 1961 | 1970 | 1980 | 1991 | 2001 | 2011 | 2021 |
| -------------- | ---- | ---- | ---- | ---- | ---- | ---- | ---- | ---- | ---- | ---- | ---- | ---- | ---- | ---- | ---- |
| Počet obyvatel | 164  | 168  | 131  | 145  | 140  | 156  | 154  | 112  | 105  | 80   | 70   | 49   | 52   | 48   | 40   |
| Počet domů     | 25   | 25   | 26   | 25   | 25   | 25   | 25   | 25   | 24   | 22   | 20   | 21   | 22   | 22   | 22   |

## Obecní správa
Při sčítání lidu v letech 1850–1976 Netonice byly samostatnou obcí v okrese Strakonice. Od 1. dubna 1976 jsou částí obce Bílsko v okrese Strakonice. V letech 1850–1976 k obci patřily Radějovice.